# تپه قنات نو
تپه قنات نو مربوط به دوره ساسانیان است و در شهرستان خرم بید، بخش مشهد مرغاب، دهستان شهید آباد، ۳۰۰ متری شرق روستای قنات نو واقع شده و این اثر در تاریخ ۲۶ اسفند ۱۳۸۶ با شمارهٔ ثبت ۲۱۸۵۱ به‌عنوان یکی از آثار ملی ایران به ثبت رسیده است.